# 虞戡平
虞戡平（1950年7月28日—），臺灣导演，畢業於世新傳播學院廣電科。1974年開始隨李嘉任助導及副導演，曾經拍攝《大摩天嶺》、《女兵日記》、《飄香劍雨》等片。1979年升任為導演，首作為《要命的小方》。 1981年起為新藝城編導《頑皮鬼》，並出任香港新藝城公司董事。虞戡平是電視、電影、紀錄片、廣告資深媒體人，從事台灣原住民歷史、人文田野調查超過二十三年，並長期投身原住民影像紀錄人才的培育。
現任崇右影藝科技大學文化創意設計研究所教授，以及國立東華大學原住民民族學院榮譽教授。2024年5月，獲國立東華大學頒授名譽社會科學博士，同時獲中華民國原住民族委員會頒授原住民族一等獎章，表揚其長期深耕部落，保存珍貴影像紀錄，為少數獲此獎項漢人。

## 經歷
处女作是刀剑片《要命的小方》，第二部作品是伦理片《三毛流浪记》，第三部是喜闹片《顽皮鬼》。1983年的《搭错车》是其代表作，五个月内八次重映，票房收入高达四千万新台币。同时在第20届金马奖获11项提名，最终获得最佳男主角、最佳原作音乐、最佳插曲、最佳录音等4项奖。作为一部拥有大量歌舞演出的影片，集中了侯德健、罗大佑、陈志远、李寿全等当时台湾的乐坛精英，獲奖可谓实至名归。 

## 導演
電影部分
- 1979年 《要命的小方》
- 1980年 《三毛流浪記》
- 1981年 《頑皮鬼》
- 1982年 《大追擊》
- 1983年 《搭錯車》
- 1985年 《台北神話》
- 1986年 《孽子》
- 1988年 《海峽兩岸》
- 1990年 《兩個油漆匠》
- 2001年 《掌中舞春秋》（紀錄片）
- 2004年 《我的部落我的歌》（紀錄片）

電視劇部分
- 1995年 華視《白鷺鷥的幻想》（江文也的故事）

## 編劇
- 鐵拳黑風劍（1977年）
- 鐵拳（1979年）
- 要命的小方（1979年）
- 頑皮鬼（1981年）

## 主持
- 1988年 中廣青春網 《寧靜海》

## 歌曲
- 1983年 〈請跟我來〉（與蘇芮合唱）
- 1986年 〈寂寞〉（《孽子》電影原聲帶）
- 1986年 〈青春鳥〉（《孽子》電影原聲帶）
- 1986年 〈烈火青春〉（《孽子》電影原聲帶）
- 1986年 〈看清自我〉（《孽子》電影原聲帶）

## 酒駕事件
2009年7月，虞戡平在內湖與朋友聚餐飲酒後，酒駕回家被攔檢，酒測值高達每公升1.08毫克，觸犯公共危險罪，獲士林地檢署緩起訴。2015年11月19日 深夜他到台北市大安區吃火鍋、飲酒後自行開車返家，車行到信義快速道路口被台北市警信義分局攔檢到案，呼氣酒精濃達每公升0.83毫克，再次被依酒後不能安全駕駛罪移送法辦，他到案坦承，台北地檢署昨偵結，依法將他聲請簡易判決處刑。他向檢察官表示「下次不會再犯」，坦承認罪。

## 得獎紀錄
- 撘錯車
  - 第20屆金馬獎獲獎：最佳男主角（孫越）、最佳電影插曲（〈一樣的月光〉李壽全）、最佳原作電影音樂（陳志遠、李壽全）、最佳錄音（高富國）
  - 第20屆金馬獎入圍：最佳影片、最佳女配角（江霞）、最佳剪輯（黃秋貴）、最佳攝影（賀用正）、最佳原著劇本（黃百鳴、葉雲樵）、最佳藝術設計（張季平）、最佳服裝設計（洪偉明）
  - 第3屆香港電影金像獎獲獎：最佳原創電影歌曲（侯德健）、最佳電影配樂獎（陳志遠、李壽全

- 孽子
  - 第23屆金馬獎提名：最佳女配角（李黛玲）
- 海峽兩岸
  - 第25屆金馬獎獲獎：最佳女配角（王萊）
  - 第25屆金馬獎入圍：最佳劇情片、最佳女主角（江霞）、最佳原著劇本（吳念真）、最佳服裝設計（奚仲文、陳顧方）
- 兩個油漆匠
  - 第27屆金馬獎入圍：最佳男配角（陳逸達）

1. ↑  . cis.ndhu.edu.tw.   [2024-01-30]. （原始内容存档于2024-01-30）.
2. ↑  自由時報電子報. . news.ltn.com.tw. 2024-05-05  [2024-05-05]. （原始内容存档于2024-05-10） （中文（臺灣））.
3. ↑  .   [2017-12-06]. （原始内容存档于2017-12-06）.